# Марван Ель-Камаш
Марван Ель-Камаш (14 листопада 1993) — єгипетський плавець.
Учасник Олімпійських Ігор 2016 року.